# 3694 Sharon
3694 Sharon (1984 SH5) là một tiểu hành tinh nằm phía ngoài của vành đai chính được phát hiện ngày 27 tháng 9 năm 1984 bởi A. Grossman ở Palomar.